# Beiwe Corona
Beiwe Corona is een corona op de planeet Venus. Beiwe Corona werd in 1994 genoemd naar Beiwe, Samische godin van de vruchtbaarheid.
De corona heeft een diameter van 600 kilometer en bevindt zich in het zuidwesten van quadrangle Lakshmi Planum (V-7).